# Bolwell
Bolwell Corporation Pty. Ltd. – australijskie przedsiębiorstwo przemysłowe, produkujące samochody sportowe oraz materiały kompozytowe. 
Przedsiębiorstwo zostało założone przez Campbella Bolwella w 1962 roku. Spółka zajmowała się początkowo wyłącznie produkcją samochodów o nadwoziu wykonanym z włokna szklanego (łącznie wyprodukowanych zostało około 800 pojazdów). Z czasem Bolwell rozpoczął produkcję materiałów kompozytowych dla zastosowań przemysłowych, która stanowi obecnie podstawę działalności przedsiębiorstwa. Siedziba przedsiębiorstwa mieści się w Mordialloc, w stanie Wiktoria.